# Хичкок, Итен
Итен Аллен Хичкок (англ. Ethan Allen Hitchcock; 19 сентября 1835 — 9 апреля 1909) — американский политический деятель, член Республиканской партии, занимал посты посла США в России и министра внутренних дел США в кабинетах президентов США Уильяма Мак-Кинли и Теодора Рузвельта.
В 1855 году окончил военную академию. Занимал пост президента нескольких железнодорожных и горнодобывающих компаний.
Первую публичную должность занял только в старости. В 1897 году президент Уильям Мак-Кинли назначил его послом США в России.
21 декабря 1898 года, президент назначил его министром внутренних дел в своём кабинете. Однако потребовалось два месяца, чтобы Хичкок вернулся из России и смог вступить в должность.